# Chorebus pseudomisellus
Chorebus pseudomisellus är en stekelart som beskrevs av Griffiths 1968. Chorebus pseudomisellus ingår i släktet Chorebus och familjen bracksteklar. Inga underarter finns listade i Catalogue of Life.